# 칼꼬리영원
칼꼬리영원(학명: Cynops ensicauda) 또는 오키나와영원은 류큐 열도에 서식하는 영원의 일종이다.
붉은배영원 종류 가운데 최대종으로, 수컷은 몸길이 12.8cm, 암컷은 18cm까지 자랄 수 있어 암컷이 덩치가 더 크다. 성적 이형성을 보이며, 암컷의 꼬리는 제 몸보다도 더 길게 자란다. 수컷은 꼬리가 비교적 짧으며, 번식기에 등돌기를 따라 등에 희끗희끗한 윤기 자국이 생겨난다.